# Alicudi
Alicudi (5,2 km²), italsky Isola Alicudi, je nejzápadnější z Liparských ostrovů, zapsaných na seznamu Světového dědictví UNESCO.  Ostrov je administrativně součástí obce Lipari (comune di Lipari).

## Charakteristika ostrova
Tento malý ostrov v Tyrhénském moři je ve skutečnosti více než 2000 m vysoká sopka (počítáno od mořského dna), stará asi 90 000 let. Její nejvyšší vrcholek Filo dell' Arpa vystupuje nad mořskou hladinu do výšky 675 m. Na ostrově nejsou žádné silnice, pouze soustava schodišť spojující jednotlivé osady a domy roztroušené na svahu sopečného kužele. Jediným dopravním prostředkem jsou tu soumaři. Pobřeží ostrova tvoří strmé útesy, v jedné části ostrova je i pláž ke koupání. Na ostrově je dnes řada opuštěných domů, zvláště dále od pobřeží. Významnou část těch obydlených tvoří letní sídla, především Italů ze Sicílie a také cizinců. Trvale zde žije zhruba 130 obyvatel.

## Fotogalerie

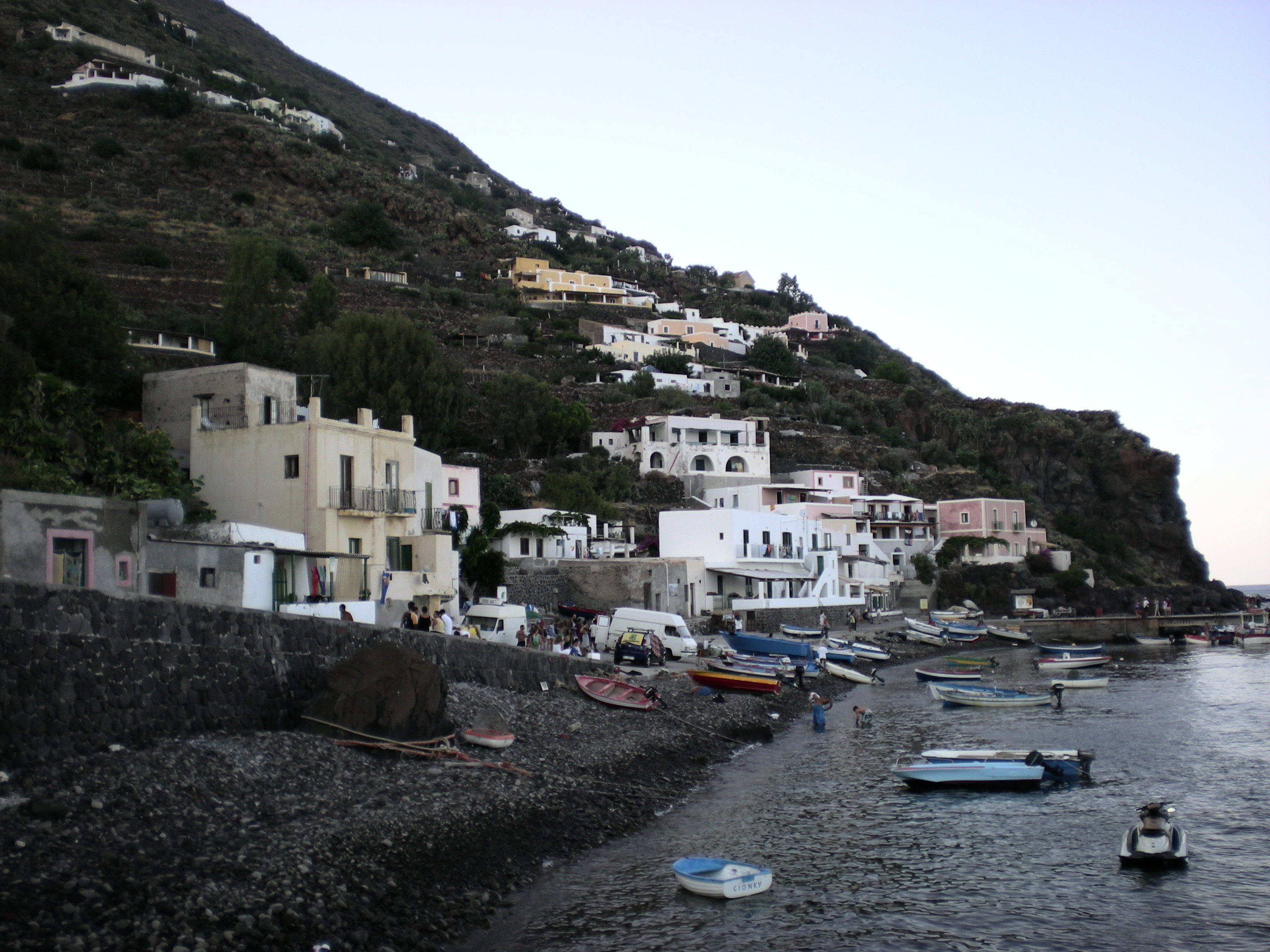
Přístav na ostrově Alicudi
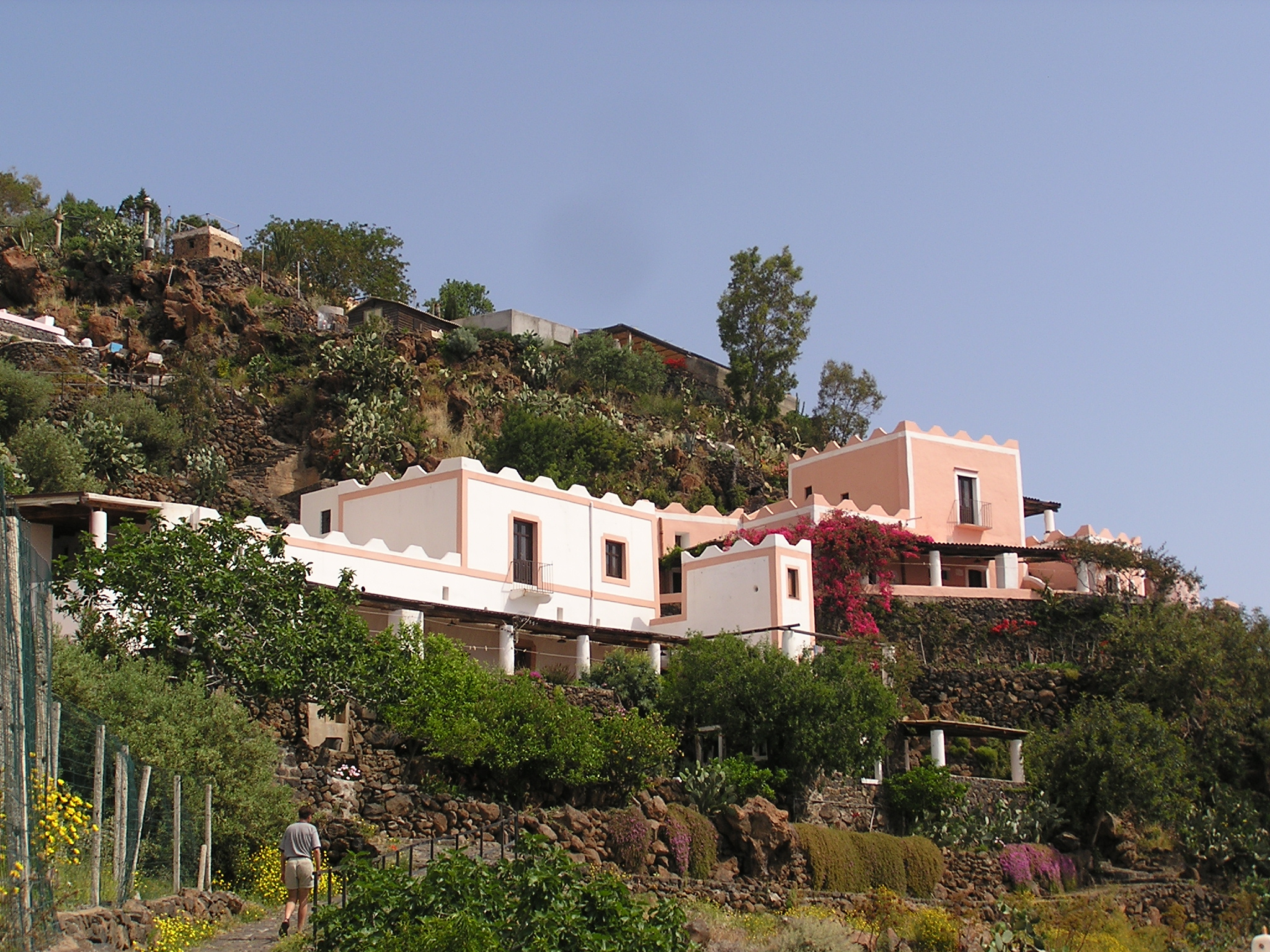
Rekonstruované domy
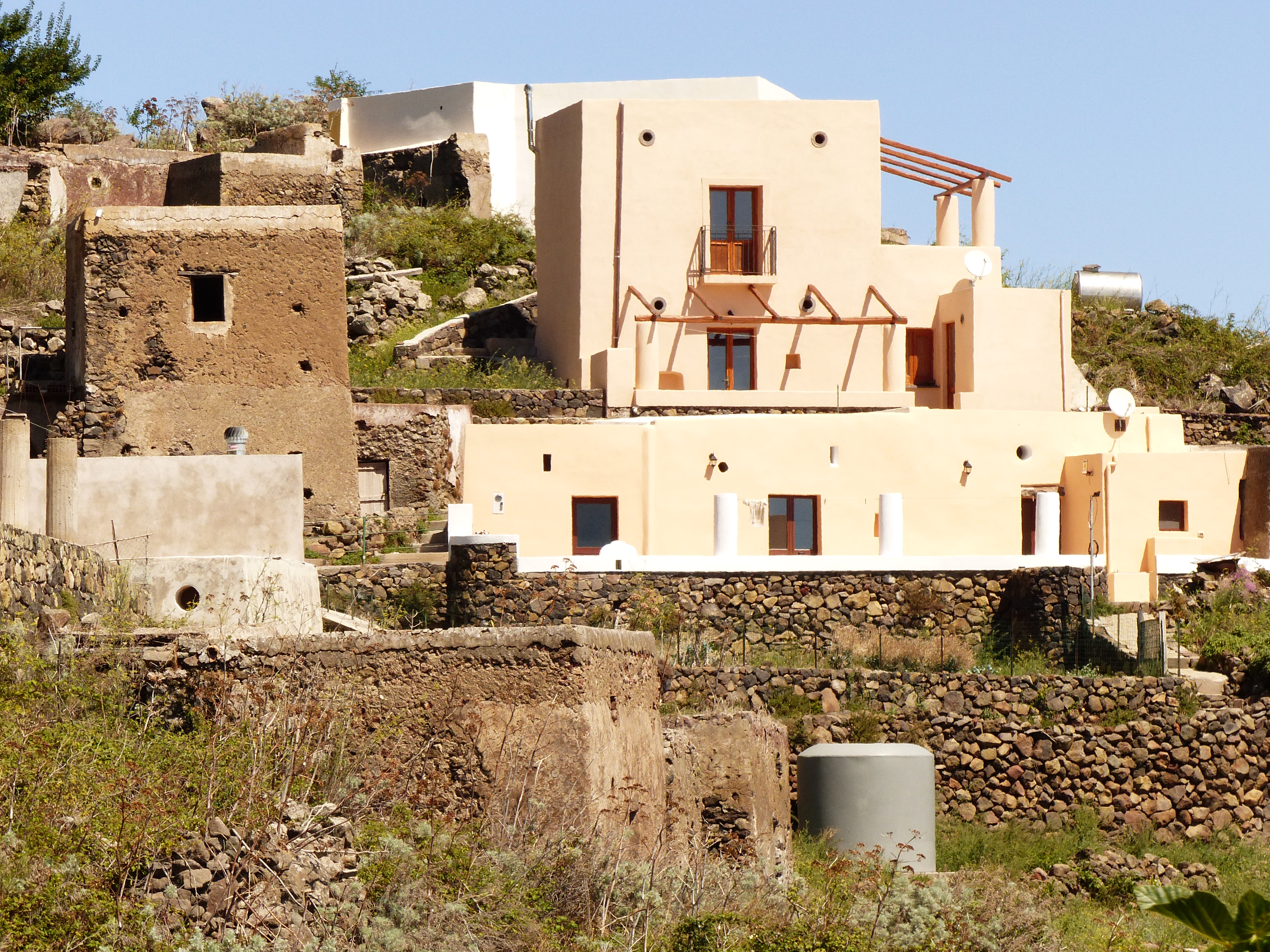
Staré a opravené domy
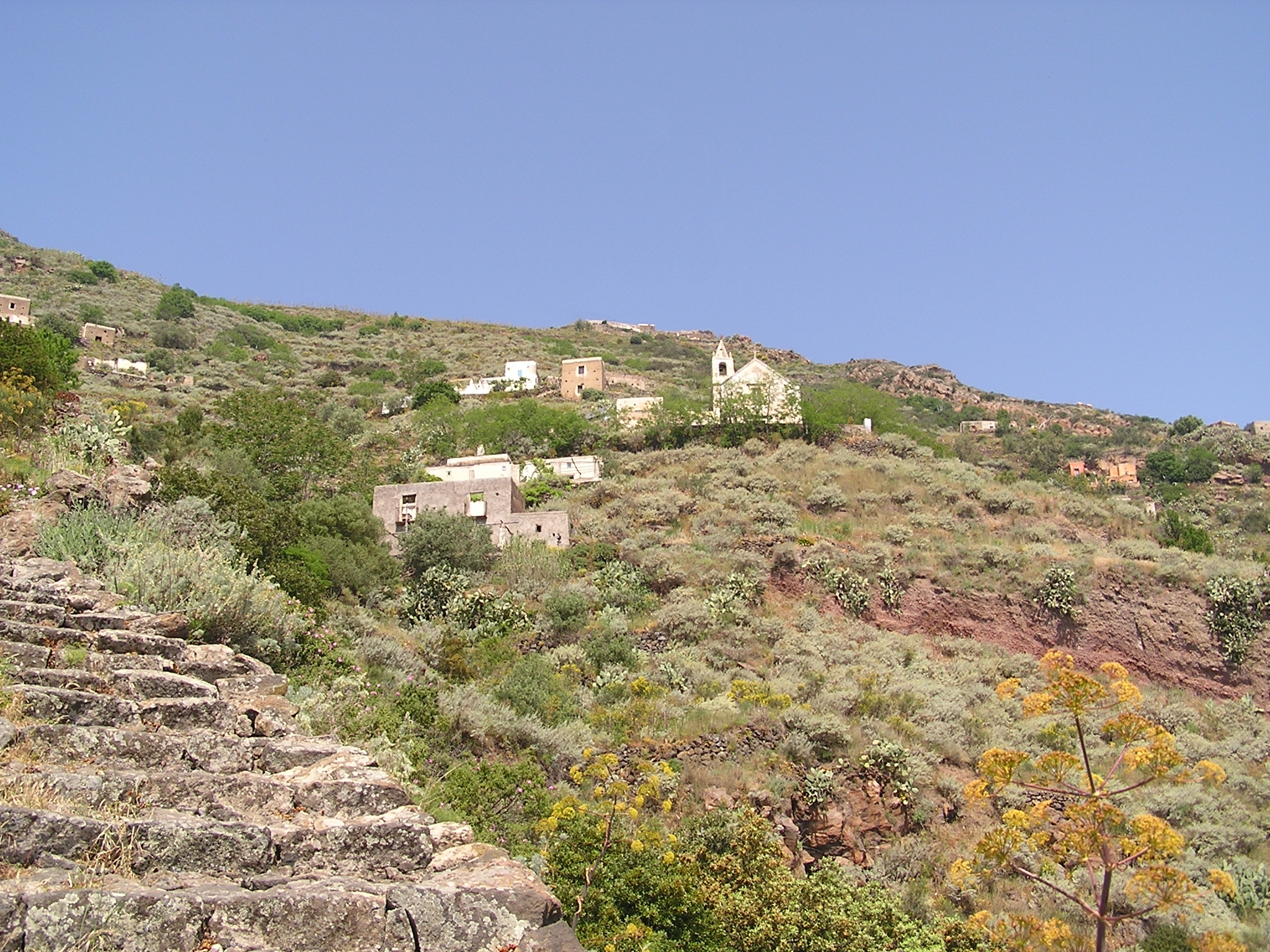
Schody a opuštěné domy
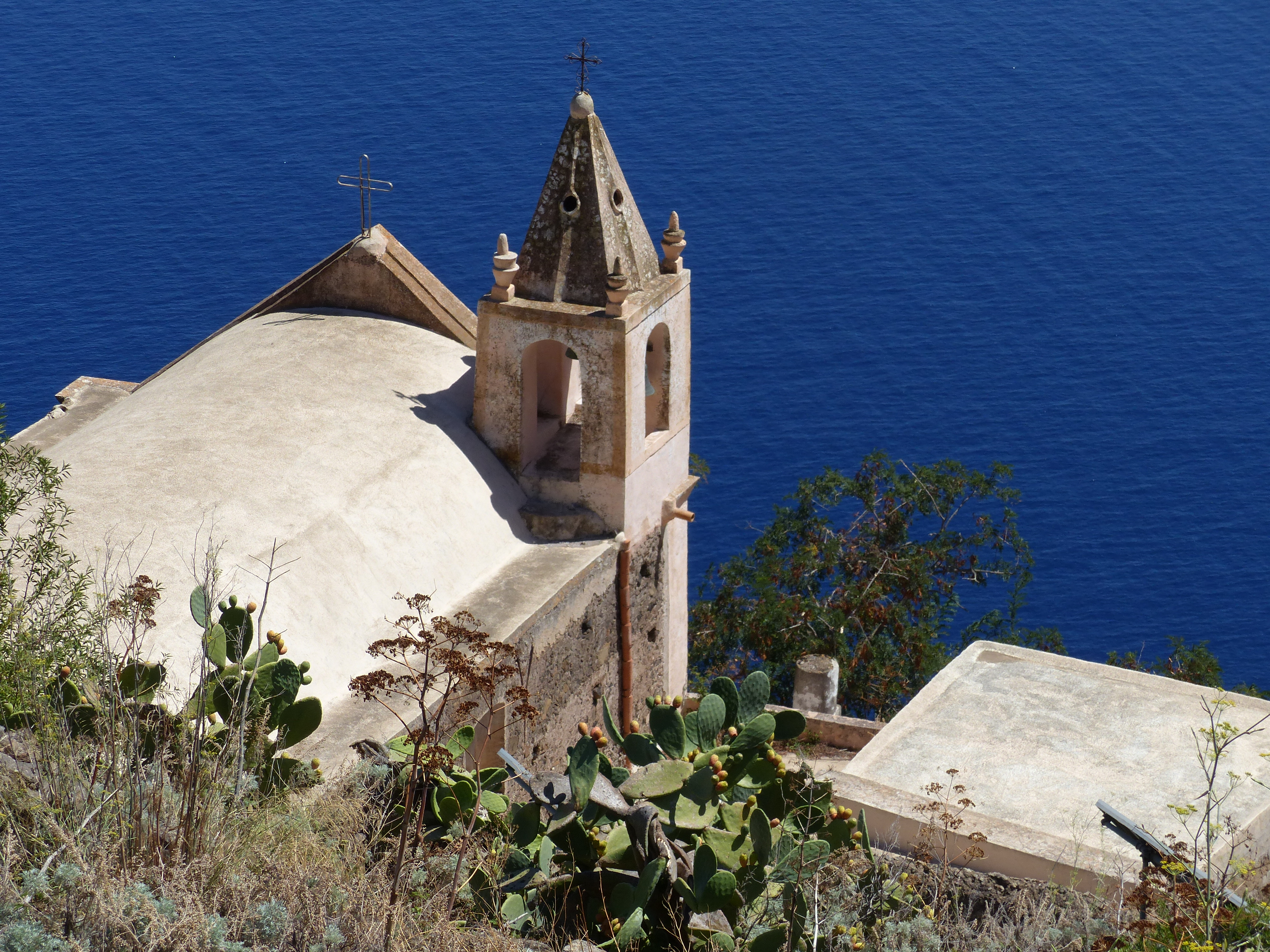
Kostel svatého Bartoloměje
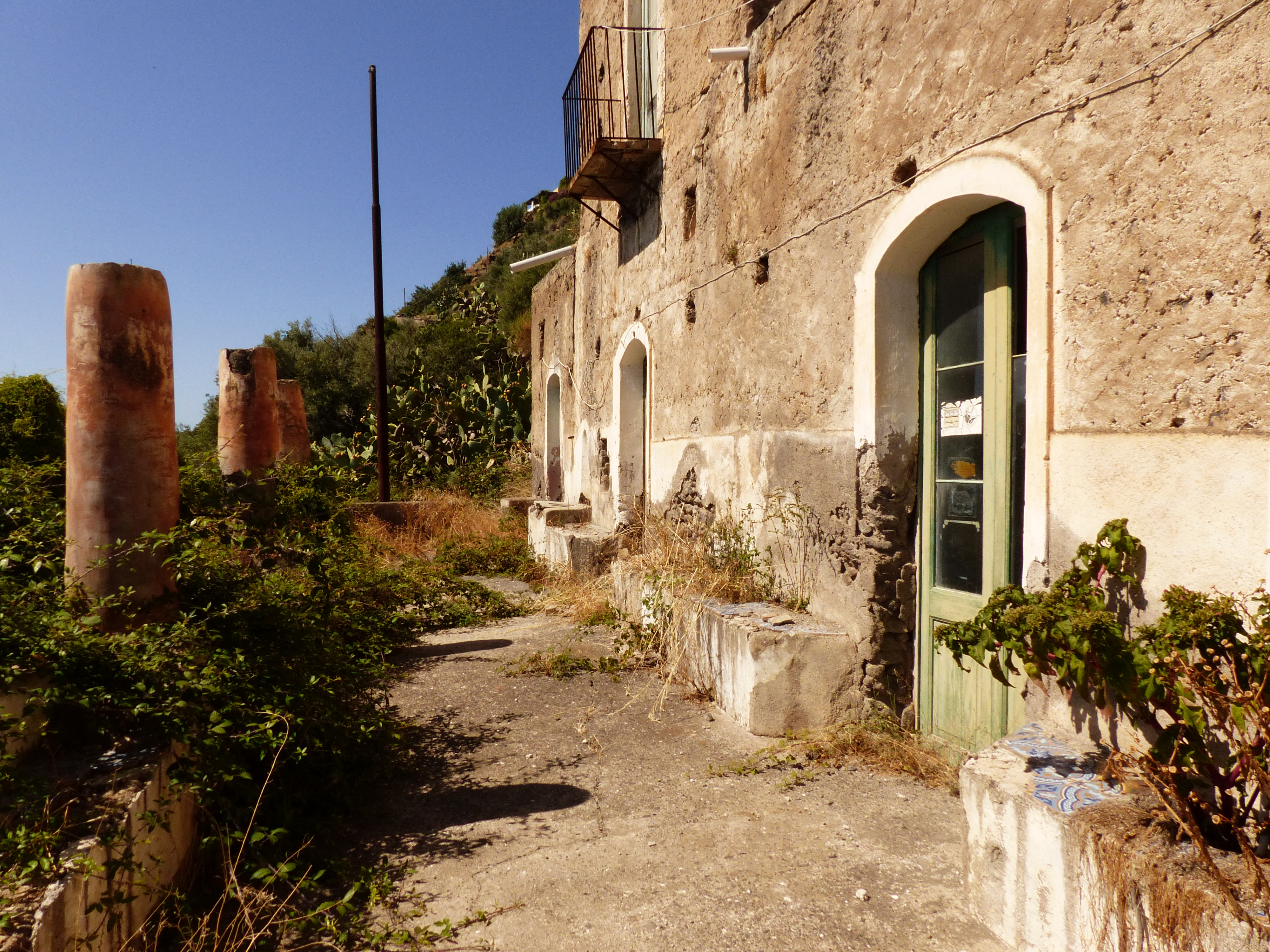
Opuštěný dům